# خفاش گوش‌قیفی ترینیداد

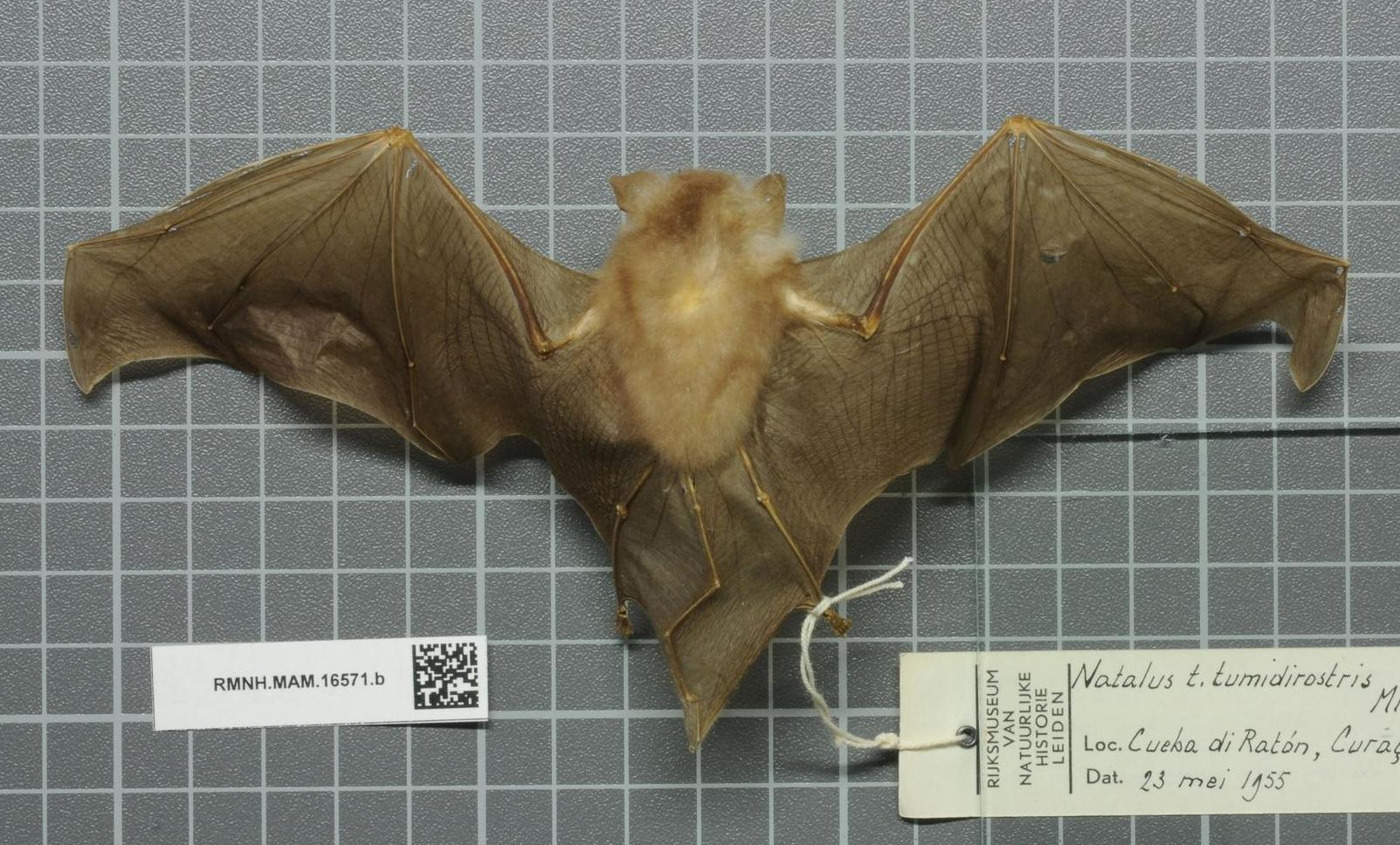
خفاش گوش‌قیفی ترینیداد

خفاش گوش‌قیفی ترینیداد (نام علمی: Natalus tumidirostris) نام یک گونه از تیره گوش‌قیفان است.